# Адольф V (граф Берга)
Адольф V (нем. Adolf V. von Berg; ок. 1245 — 28 или 29 сентября 1296) — граф Берга с 1259 года. Сын Адольфа IV.

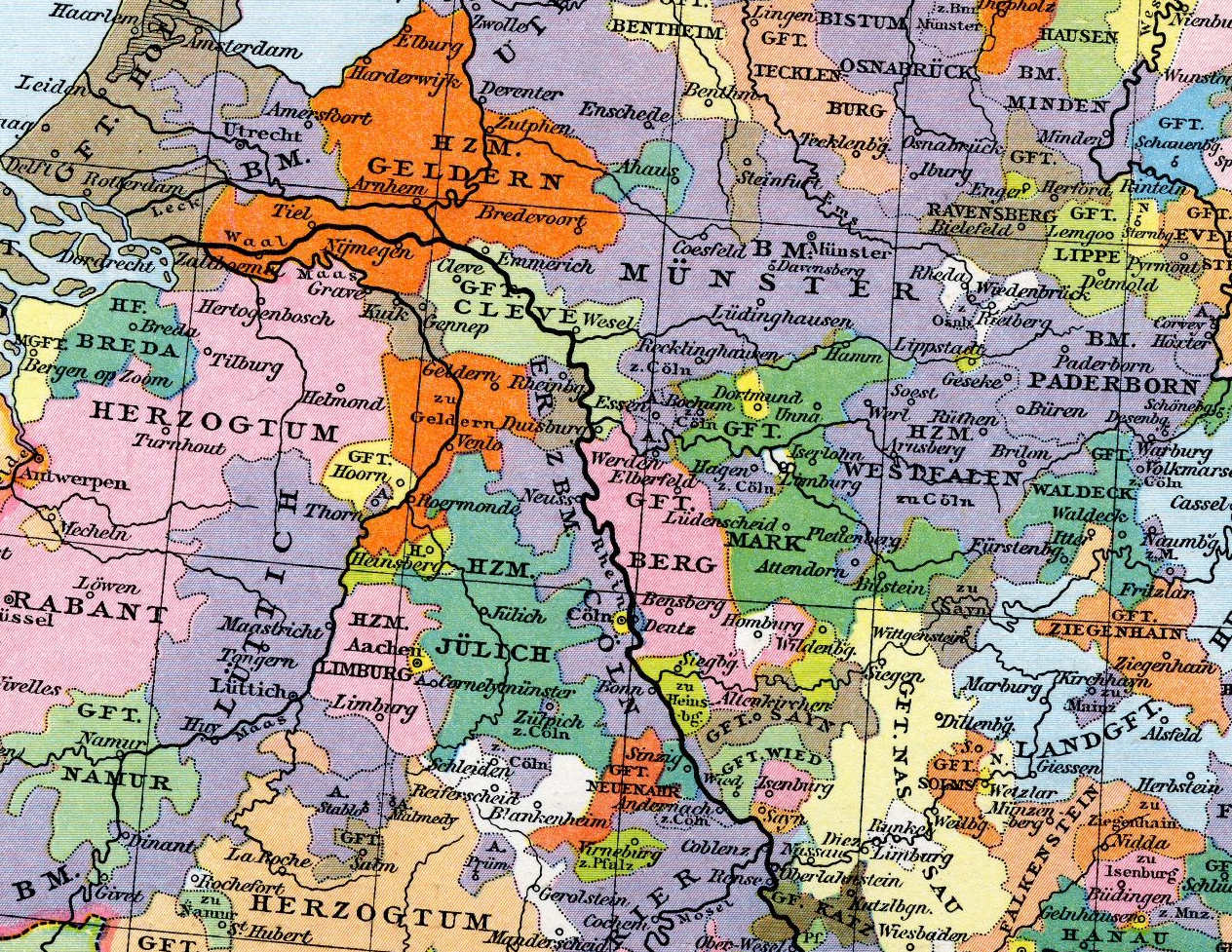
Графство Берг (в центре)

До 1262 года правил под опекой матери, Маргариты фон Хохштаден. Это значит, что Адольф V родился ок. 1245 года.
В 1260 году окончательно присоединил графство Хюкенваген, находившееся в залоге у Берга с 1189 года.
В 1275 года с разрешения короля Рудольфа Габсбурга перенёс монетный двор в Випперфюрт.
Предоставил городское право Ратингену (1276) и Дюссельдорфу (1288).
В 1274 году безуспешно пытался сделать архиепископом Кёльна своего брата Конрада (в 1304—1310 епископ Мюнстера).
В 1283 году предъявил права на герцогство Лимбург как племянник Вальрама IV. Война за лимбургское наследство завершилась битвой при Воррингене, в которой Адольф V был одним из полководцев. Однако Лимбург достался не ему, а его союзнику герцогу Брабанта. Адольф V получил в качестве репараций от архиепископа Кёльна Зигфрида фон Вестербурга 12 тысяч марок (около 3 тонн серебра).
В 1292 году Адольф V попал в плен к архиепископу и умер в заключении 28 или 29 сентября 1296 года.
Он был женат на Елизавете Гельдернской (ум. 1313), дочери Оттона II Гельдернского. Детей у них не было. Ему наследовал брат — Вильгельм I.